# العنين (ماوية)

تعديل مصدري - تعديل

العنين هي إحدى قرى الجمهورية اليمنية. وهي تتبع جغرافيًا لمحافظة تعز. وإداريًا لمديرية ماوية. يبلغ تعداد سكانها325 نسمة حسب التعداد السكاني في اليمن في 2004.